# Якоб Б'єрнстрем
Якоб Б'єрнстрем (фін. Jacob Björnström, 14 грудня 1881 — 17 липня 1935) — фінський яхтсмен.
Срібний призер Олімпійських Ігор 1912 року в класі 10 метрів.